# Alien vs. Predator (jeu vidéo, 1993)
Pour les articles homonymes, voir Aliens vs. Predator.
Alien vs Predator est un jeu vidéo de type beat them all développé par Jorudan et édité par Activision et Information Global Service, sorti en 1993 sur Super Nintendo.

## Système de jeu
Le jeu est un jeu de combat du genre beat them all à défilement horizontal (side-scrolling). Les joueurs contrôlent un predator, qui peut attaquer au corps à corps ou avec un canon portatif (plasmacaster), qui fait plus de dégâts grâce à des attaques spéciale mais diminue ses propres points de vie par la même occasio, et nécessite un temps de charge.
Les ennemis sont des aliens xénomorphes qui arrivent par vague ; à leur mort ils peuvent laisser tomber des bonus de vie, des armes de jet (smart disc), des meilleures armes de corps à corps (combistick) ou des bonus de camouflage qui rendent temporairement invincible. Il existe également des boss.
Au corps à corps, le personnage dispose de quatre attaques : le combo simple, le coup sauté, le lancer et le coup de pied glissé.
Le jeu comporte six niveaux et un mode multijoueur dans la version d'origine.

## Accueil
- Aktueller Software Markt : 3/12[2]